# Axel Helleberg

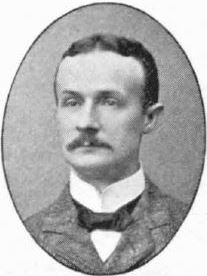
Axel Helleberg.

Axel Helleberg, född 17 juni 1868 i Sandarne, Söderhamns församling, död 20 oktober 1955, var en svensk läkare. Han var far till Gösta Helleberg.
Helleberg, som var son till bruksdisponent Abraham Helleberg och Antoinette Frankenberg, blev student vid Uppsala universitet 1887, medicine kandidat 1892, medicine licentiat vid Karolinska institutet i Stockholm 1897. Han var amanuens vid Serafimerlasarettet i Stockholm 1897–1899, badläkare vid Ljungskile havsbadanstalt 1899, praktiserande läkare i Ljungskile 1899–1900, andre extra provinsialläkare i Trollhättans distrikt från 1900, förste extra provinsialläkare där 1915, och sedan Trollhättan blivit stad, förste stadsläkare där från 1918. 
Helleberg var läkare vid Bergslagernas Järnvägar från 1900, läkare vid Vattenfallsverkets arbeten i Trollhättan 1913–1915, läkare vid Postverket från 1915, vid Telegrafverket från 1920, vid Trollhättan–Nossebro Järnväg från 1916, vid Trollhättans folkskolor från 1915 och vid Trollhättans samskola, sedermera kommunala mellanskola, därefter samrealskola från 1915. Han var läkare vid epidemisjukhuset i Trollhättan från 1907. Han var ordförande i Trollhättans hälsovårdsnämnd 1903–1928, ordförande i Trollhättans dispensärstyrelse samt läkare vid dispensären alltsedan 1924.